# Natação nos Jogos Olímpicos de Verão de 2016
As competições de natação nos Jogos Olímpicos de Verão de 2016, no Rio de Janeiro, foram disputadas entre 6 e 13 de agosto, no Estádio Aquático Olímpico, na Barra da Tijuca, para as competições em piscina, e em 15 e 16 de agosto no Forte de Copacabana, em frente ao Ponto 6, na praia de Copacabana para a disputa da maratona aquática. Um total de 34 provas foram realizadas, num total de 955 nadadores participantes de 174 países.

## Eventos
Trinta e quatro provas foram disputadas na natação, dezesseis provas masculinas e dezesseis femininas em piscina e uma prova de maratona para cada sexo, em mar aberto.
|                      | 50 m                                               | 100 m                                              | 200 m                                              | 400 m                                              | 800 m                                              | 1500 m                                             | 4×100 m                                            | 4×200 m                                            |
| -------------------- | -------------------------------------------------- | -------------------------------------------------- | -------------------------------------------------- | -------------------------------------------------- | -------------------------------------------------- | -------------------------------------------------- | -------------------------------------------------- | -------------------------------------------------- |
| Nado livre           | M/F                                                | M/F                                                | M/F                                                | M/F                                                | F                                                  | M                                                  | M/F                                                | M/F                                                |
| Costas               |                                                    | M/F                                                | M/F                                                |                                                    |                                                    |                                                    |                                                    |                                                    |
| Peito (bruços)       |                                                    | M/F                                                | M/F                                                |                                                    |                                                    |                                                    |                                                    |                                                    |
| Borboleta (mariposa) |                                                    | M/F                                                | M/F                                                |                                                    |                                                    |                                                    |                                                    |                                                    |
| Medley (estilos)     |                                                    |                                                    | M/F                                                | M/F                                                |                                                    |                                                    | M/F                                                |                                                    |
| Maratona aquática    | 10 quilômetros em mar aberto, masculino e feminino | 10 quilômetros em mar aberto, masculino e feminino | 10 quilômetros em mar aberto, masculino e feminino | 10 quilômetros em mar aberto, masculino e feminino | 10 quilômetros em mar aberto, masculino e feminino | 10 quilômetros em mar aberto, masculino e feminino | 10 quilômetros em mar aberto, masculino e feminino | 10 quilômetros em mar aberto, masculino e feminino |

## Qualificação
Foram colocadas em disputa novecentas vagas para as provas de piscina, vinte e quatro vagas para a maratona feminina e vinte e quatro para a masculina, do total de 950 inicialmente disponíveis.
A Federação Internacional de Natação (FINA) definiu em dezembro de 2014 dois tempos como padrão para cada uma das provas olímpicas de piscina, que deveriam ser atingidos nas provas predeterminadas, disputadas no período de 1 de março de 2015 a 3 de julho de 2016.
- OQT – tempo de qualificação olímpica (16º colocado em Londres 2012): todos os nadadores que atingiram o tempo em qualquer das provas estão automaticamente qualificados.
- OST – tempo de seleção olímpica (3,5% além do OQT): utilizado para completar as vagas não conquistadas com o OQT.

Para a maratona aquática, as vagas foram disputadas no Campeonato Mundial de 2015 e no Torneio Pré-olímpico de 2016.

## Formato de disputa

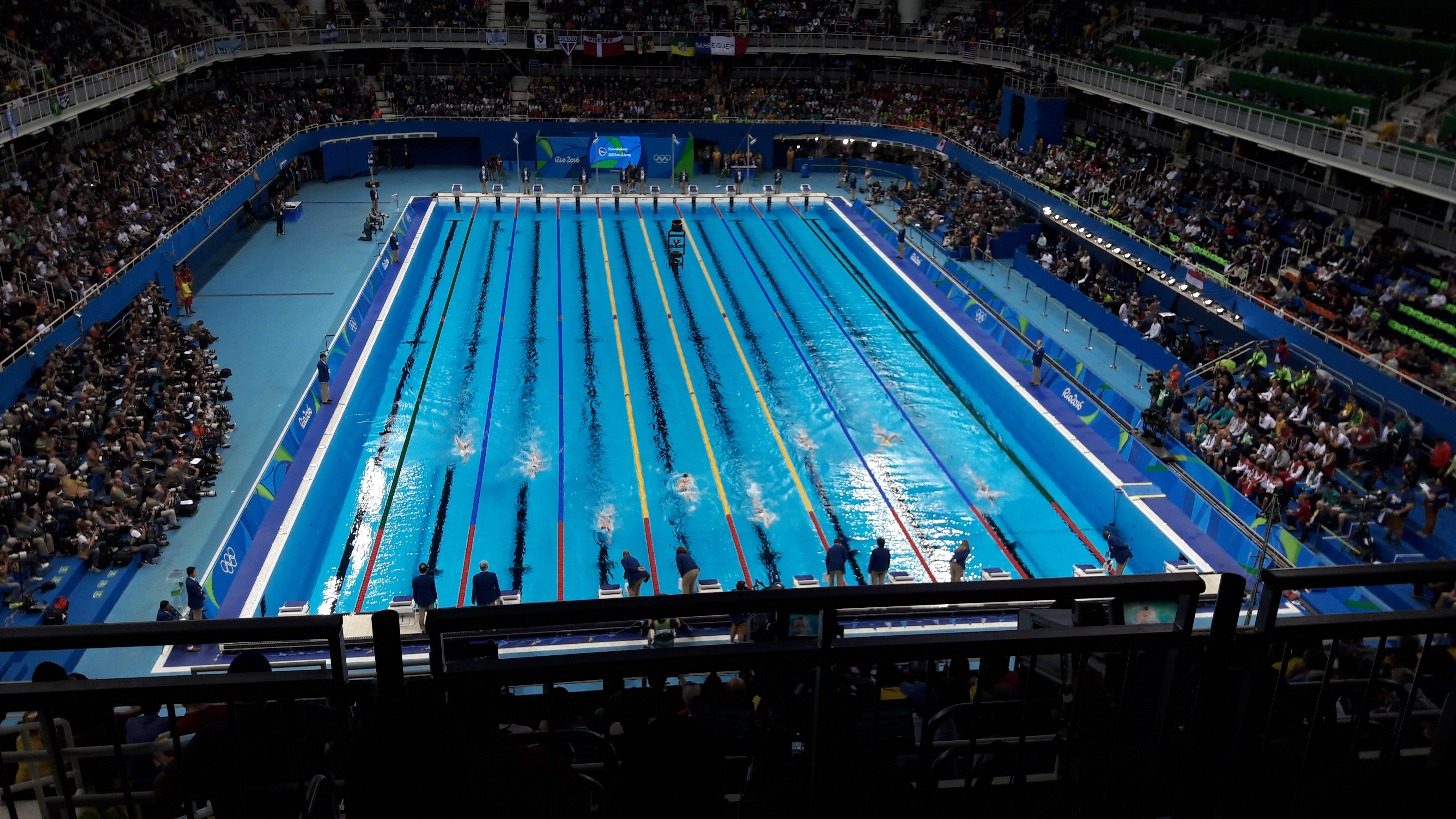
Interior do Estádio Aquático Olímpico durante uma das finais da natação.

As provas de 50 m, 100 m e 200 metros são disputadas em três fases: preliminar, semifinal e final. Dezesseis nadadores avançam para as duas baterias semifinais e os oito melhores disputam a final.
As demais provas, de 400 m, 800 m e 1500 metros, além dos revezamentos, são disputados em duas fases: preliminar e final. Os oito melhores na fase preliminar disputam a final.
Todos os competidores buscam o melhor tempo em cada fase, independente da bateria e dos competidores da sua bateria. No final das baterias, ao juntar o tempo de todas as baterias, se houver empate entre nadadores ou equipes na última vaga de classificação, uma bateria de desempate determina o classificado.
A distribuição dos nadadores nas baterias preliminares se baseia no histórico de tempos de cada nadador. Os vinte e quatro mais rápidos nas provas de três fases e os dezesseis das demais provas disputam juntos as últimas baterias.
A maratona aquática consiste em uma única prova de 10 quilômetros, em um circuito definido para que os atletas deem quatro voltas. Um ponto de apoio fica posicionado em barcos ao longo do curso para que os nadadores se alimentem a cada volta. Para finalizar, os nadadores devem tocar em uma placa de 5 metros de largura, posicionada acima da linha d'água. O tempo do nadador é registrado assim que ele toca na placa. Os nadadores são posicionados na largada com base em um sorteio, sobre uma plataforma.

## Calendário
| P | Preliminares | ½ | Semifinais | F | Final |

D = Sessão diurna, começando às 13:00 locais (16:00 UTC).

N = Sessão noturna, começando às 22:00 locais (01:00 UTC do dia seguinte).
| Data →          | 6 ago | 6 ago | 7 ago | 7 ago | 8 ago | 8 ago | 9 ago | 9 ago | 10 ago | 10 ago | 11 ago | 11 ago | 12 ago | 12 ago | 13 ago | 13 ago | 16 ago | 16 ago |
| Evento ↓        | D     | N     | D     | N     | D     | N     | D     | N     | D      | N      | D      | N      | D      | N      | D      | N      | D      | N      |
| --------------- | ----- | ----- | ----- | ----- | ----- | ----- | ----- | ----- | ------ | ------ | ------ | ------ | ------ | ------ | ------ | ------ | ------ | ------ |
| 50 m livre      |       |       |       |       |       |       |       |       |        |        | P      | ½      |        | F      |        |        |        |        |
| 100 m livre     |       |       |       |       |       |       | P     | ½     |        | F      |        |        |        |        |        |        |        |        |
| 200 m livre     |       |       | P     | ½     |       | F     |       |       |        |        |        |        |        |        |        |        |        |        |
| 400 m livre     | P     | F     |       |       |       |       |       |       |        |        |        |        |        |        |        |        |        |        |
| 1500 m livre    |       |       |       |       |       |       |       |       |        |        |        |        | P      |        |        | F      |        |        |
| 100 m costas    |       |       | P     | ½     |       | F     |       |       |        |        |        |        |        |        |        |        |        |        |
| 200 m costas    |       |       |       |       |       |       |       |       | P      | ½      |        | F      |        |        |        |        |        |        |
| 100 m peito     | P     | ½     |       | F     |       |       |       |       |        |        |        |        |        |        |        |        |        |        |
| 200 m peito     |       |       |       |       |       |       | P     | ½     |        | F      |        |        |        |        |        |        |        |        |
| 100 m borboleta |       |       |       |       |       |       |       |       |        |        | P      | ½      |        | F      |        |        |        |        |
| 200 m borboleta |       |       |       |       | P     | ½     |       | F     |        |        |        |        |        |        |        |        |        |        |
| 200 m medley    |       |       |       |       |       |       |       |       | P      | ½      |        | F      |        |        |        |        |        |        |
| 400 m medley    | P     | F     |       |       |       |       |       |       |        |        |        |        |        |        |        |        |        |        |
| 4×100 m livre   |       |       | P     | F     |       |       |       |       |        |        |        |        |        |        |        |        |        |        |
| 4×200 m livre   |       |       |       |       |       |       | P     | F     |        |        |        |        |        |        |        |        |        |        |
| 4×100 m medley  |       |       |       |       |       |       |       |       |        |        |        |        | P      |        |        | F      |        |        |
| 10 km maratona  |       |       |       |       |       |       |       |       |        |        |        |        |        |        |        |        | F      |        |

| Data →          | 6 ago | 6 ago | 7 ago | 7 ago | 8 ago | 8 ago | 9 ago | 9 ago | 10 ago | 10 ago | 11 ago | 11 ago | 12 ago | 12 ago | 13 ago | 13 ago | 15 ago | 15 ago |
| Evento ↓        | D     | N     | D     | N     | D     | N     | D     | N     | D      | N      | D      | N      | D      | N      | D      | N      | D      | N      |
| --------------- | ----- | ----- | ----- | ----- | ----- | ----- | ----- | ----- | ------ | ------ | ------ | ------ | ------ | ------ | ------ | ------ | ------ | ------ |
| 50 m livre      |       |       |       |       |       |       |       |       |        |        |        |        | P      | ½      |        | F      |        |        |
| 100 m livre     |       |       |       |       |       |       |       |       | P      | ½      |        | F      |        |        |        |        |        |        |
| 200 m livre     |       |       |       |       | P     | ½     |       | F     |        |        |        |        |        |        |        |        |        |        |
| 400 m livre     |       |       | P     | F     |       |       |       |       |        |        |        |        |        |        |        |        |        |        |
| 800 m livre     |       |       |       |       |       |       |       |       |        |        | P      |        |        | F      |        |        |        |        |
| 100 m costas    |       |       | P     | ½     |       | F     |       |       |        |        |        |        |        |        |        |        |        |        |
| 200 m costas    |       |       |       |       |       |       |       |       |        |        | P      | ½      |        | F      |        |        |        |        |
| 100 m peito     |       |       | P     | ½     |       | F     |       |       |        |        |        |        |        |        |        |        |        |        |
| 200 m peito     |       |       |       |       |       |       |       |       | P      | ½      |        | F      |        |        |        |        |        |        |
| 100 m borboleta | P     | ½     |       | F     |       |       |       |       |        |        |        |        |        |        |        |        |        |        |
| 200 m borboleta |       |       |       |       |       |       | P     | ½     |        | F      |        |        |        |        |        |        |        |        |
| 200 m medley    |       |       |       |       | P     | ½     |       | F     |        |        |        |        |        |        |        |        |        |        |
| 400 m medley    | P     | F     |       |       |       |       |       |       |        |        |        |        |        |        |        |        |        |        |
| 4×100 m livre   | P     | F     |       |       |       |       |       |       |        |        |        |        |        |        |        |        |        |        |
| 4×200 m livre   |       |       |       |       |       |       |       |       | P      | F      |        |        |        |        |        |        |        |        |
| 4×100 m medley  |       |       |       |       |       |       |       |       |        |        |        |        | P      |        |        | F      |        |        |
| 10 km maratona  |       |       |       |       |       |       |       |       |        |        |        |        |        |        |        |        | F      |        |

## Medalhistas

### Masculino
| Evento                              | Ouro | Ouro      | Prata | Prata     | Bronze | Bronze                  |
| ----------------------------------- | --- | --------- | --- | --------- | --- | ----------------------- |
| 50 m livre detalhes                 | Anthony Ervin USA Estados Unidos | 21.40     | Florent Manaudou FRA França | 21.41     | Nathan Adrian USA Estados Unidos                                                                                         | 21.49                   |
| 100 m livre detalhes                | Kyle Chalmers AUS Austrália | 47.58     | Pieter Timmers BEL Bélgica | 47.80     | Nathan Adrian USA Estados Unidos                                                                                         | 47.85                   |
| 200 m livre detalhes                | Sun Yang CHN China | 1:44.65   | Chad le Clos RSA África do Sul | 1:45.20   | Conor Dwyer USA Estados Unidos                                                                                           | 1:45.23                 |
| 400 m livre detalhes                | Mack Horton AUS Austrália | 3:41.55   | Sun Yang CHN China | 3:41.68   | Gabriele Detti ITA Itália                                                                                                | 3:43.69                 |
| 1500 m livre detalhes               | Gregorio Paltrinieri ITA Itália | 14:34.57  | Connor Jaeger USA Estados Unidos | 14:39.48  | Gabriele Detti ITA Itália                                                                                                | 14:40.86                |
| 100 m costas detalhes               | Ryan Murphy USA Estados Unidos | 51.97     | Xu Jiayu CHN China | 52.31     | David Plummer USA Estados Unidos                                                                                         | 52.40                   |
| 200 m costas detalhes               | Ryan Murphy USA Estados Unidos | 1:53.62   | Mitch Larkin AUS Austrália | 1:53.96   | Evgeny Rylov RUS Rússia                                                                                                  | 1:53.97                 |
| 100 m peito detalhes                | Adam Peaty GBR Grã-Bretanha | 57.13 ,   | Cameron van der Burgh RSA África do Sul                                                                                                   | 58.69     | Cody Miller USA Estados Unidos                                                                                           | 58.87                   |
| 200 m peito detalhes                | Dmitriy Balandin KAZ Cazaquistão | 2.07.46   | Josh Prenot USA Estados Unidos | 2.07.53   | Anton Chupkov RUS Rússia                                                                                                 | 2.07.70                 |
| 100 m borboleta detalhes            | Joseph Schooling SIN Singapura | 50.39     | Michael Phelps USA Estados UnidosChad le Clos RSA África do SulLászló Cseh HUN Hungria                                                    | 51.14     | Nenhum: empate na prata                                                                                                  | Nenhum: empate na prata |
| 200 m borboleta detalhes            | Michael Phelps USA Estados Unidos | 1:53.36   | Masato Sakai JPN Japão | 1:53.40   | Tamás Kenderesi HUN Hungria                                                                                              | 1:53.62                 |
| 200 m medley detalhes               | Michael Phelps USA Estados Unidos | 1:54.66   | Kosuke Hagino JPN Japão | 1:56.61   | Wang Shun CHN China | 1:57.05                 |
| 400 m medley detalhes               | Kosuke Hagino JPN Japão | 4:06.05   | Chase Kalisz USA Estados Unidos | 4:06.75   | Daiya Seto JPN Japão | 4:09.71                 |
| Revezamento 4×100 m livre detalhes  | Caeleb Dressel (48.10) Michael Phelps (47.12) Ryan Held (47.73) Nathan Adrian (46.97) Jimmy FeigenEL Blake PieroniEL Anthony ErvinEL USA Estados Unidos                | 3:09.92   | Mehdy Metella (48.08) Fabien Gilot (48.20) Florent Manaudou (47.14) Jérémy Stravius (47.11) Clément MignonEL William MeynardEL FRA França | 3:10.53   | James Roberts (48.88) Kyle Chalmers (47.38) James Magnussen (48.11) Cameron McEvoy (47.00) Matthew AboodEL AUS Austrália | 3:11.37                 |
| Revezamento 4×200 m livre detalhes  | Conor Dwyer (1:45.23) Townley Haas (1:44.14) Ryan Lochte (1:46.03) Michael Phelps (1:45.26) Clark SmithEL Jack CongerEL Gunnar BentzEL USA Estados Unidos              | 7:00.66   | Stephen Milne (1:46.97) Duncan Scott (1:45.05) Daniel Wallace (1:46.26) James Guy (1:44.85) Robert RenwickEL GBR Grã-Bretanha             | 7:03.13   | Kosuke Hagino (1:45.34) Naito Ehara (1:46.11) Yuki Kobori (1:45.71) Takeshi Matsuda (1:46.34) JPN Japão                  | 7:03.50                 |
| Revezamento 4×100 m medley detalhes | Ryan Murphy (51.85 ) Cody Miller (59.03) Michael Phelps (50.33) Nathan Adrian (46.74) David PlummerEL Kevin CordesEL Tom ShieldsEL Caeleb DresselEL USA Estados Unidos | 3:27.95   | Chris Walker-Hebborn (53.68) Adam Peaty (56.59) James Guy (51.35) Duncan Scott (47.62) GBR Grã-Bretanha                                   | 3:29.24   | Mitch Larkin (53.19) Jake Packard (58.84) David Morgan (51.18) Kyle Chalmers (46.72) Cameron McEvoyEL AUS Austrália      | 3:29.93                 |
| Maratona 10 km detalhes             | Ferry Weertman NED Países Baixos | 1:52:59.8 | Spyridon Gianniotis GRE Grécia | 1:52:59.8 | Marc-Antoine Olivier FRA França                                                                                          | 1:53:02.0               |

### Feminino
| Evento                              | Ouro | Ouro      | Prata | Prata                  | Bronze | Bronze    |
| ----------------------------------- | --- | --------- | --- | ---------------------- | --- | --------- |
| 50 m livre detalhes                 | Pernille Blume DEN Dinamarca | 24.07     | Simone Manuel USA Estados Unidos | 24.09                  | Aliaksandra Herasimenia BLR Bielorrússia | 24.11     |
| 100 m livre detalhes                | Penny Oleksiak CAN CanadáSimone Manuel USA Estados Unidos | 52.70 ,   | Nenhum: empate no ouro | Nenhum: empate no ouro | Sarah Sjöström SWE Suécia | 52.90     |
| 200 m livre detalhes                | Katie Ledecky USA Estados Unidos | 1:53.73   | Sarah Sjöström SWE Suécia | 1:54.08                | Emma McKeon AUS Austrália | 1:54.92   |
| 400 m livre detalhes                | Katie Ledecky USA Estados Unidos | 3:56.46 , | Jazmin Carlin GBR Grã-Bretanha | 4:01.23                | Leah Smith USA Estados Unidos | 4:01.92   |
| 800 m livre detalhes                | Katie Ledecky USA Estados Unidos | 8:04.79 , | Jazmin Carlin GBR Grã-Bretanha | 8:16.17                | Boglárka Kapás HUN Hungria | 8:16.37   |
| 100 m costas detalhes               | Katinka Hosszú HUN Hungria | 58.45     | Kathleen Baker USA Estados Unidos | 58.75                  | Kylie Masse CAN CanadáFu Yuanhui CHN China | 58.76     |
| 200 m costas detalhes               | Maya DiRado USA Estados Unidos | 2:05.99   | Katinka Hosszú HUN Hungria | 2:06.05                | Hilary Caldwell CAN Canadá | 2:07.54   |
| 100 m peito detalhes                | Lilly King USA Estados Unidos | 1:04.93   | Yuliya Efimova RUS Rússia | 1:05.50                | Katie Meili USA Estados Unidos | 1:05.69   |
| 200 m peito detalhes                | Rie Kaneto JPN Japão | 2:20.30   | Yuliya Efimova RUS Rússia | 2:21.97                | Shi Jinglin CHN China | 2:22.28   |
| 100 m borboleta detalhes            | Sarah Sjöström SWE Suécia | 55.48 ,   | Penny Oleksiak CAN Canadá | 56.46                  | Dana Vollmer USA Estados Unidos | 56.63     |
| 200 m borboleta detalhes            | Mireia Belmonte ESP Espanha | 2.04.85   | Madeline Groves AUS Austrália | 2.04.88                | Natsumi Hoshi JPN Japão | 2.05.20   |
| 200 m medley detalhes               | Katinka Hosszú HUN Hungria | 2:06.58   | Siobhan-Marie O'Connor GBR Grã-Bretanha | 2:06.88                | Maya DiRado USA Estados Unidos | 2:08.79   |
| 400 m medley detalhes               | Katinka Hosszú HUN Hungria | 4:26.36 , | Maya DiRado USA Estados Unidos | 4:31.15                | Mireia Belmonte ESP Espanha | 4:32.39   |
| Revezamento 4×100 m livre detalhes  | Emma McKeon (53.41) Brittany Elmslie (53.12) Bronte Campbell (52.15) Cate Campbell (51.97) Madison WilsonEL AUS Austrália                                                 | 3:30.65 , | Simone Manuel (53.36) Abbey Weitzeil (52.56) Dana Vollmer (53.18) Katie Ledecky (52.79) Amanda WeirEL Lia NealEL Allison SchmittEL USA Estados Unidos        | 3:31.89                | Sandrine Mainville (53.86) Chantal Van Landeghem (53.12) Taylor Ruck (53.19) Penny Oleksiak (52.72) Michelle WilliamsEL CAN Canadá             | 3:32.89   |
| Revezamento 4×200 m livre detalhes  | Allison Schmitt (1:56.21) Leah Smith (1:56.69) Maya DiRado (1:56.39) Katie Ledecky (1:53.74) Missy FranklinEL Melanie MargalisEL Cierra RungeEL USA Estados Unidos        | 7:43.03   | Leah Neale (1:57.95) Emma McKeon (1:54.64) Bronte Barratt (1:55.81) Tamsin Cook (1:56.47) Jessica AshwoodEL AUS Austrália                                    | 7:44.87                | Katerine Savard (1:57.91) Taylor Ruck (1:56.18) Brittany MacLean (1:56.36) Penny Oleksiak (1:54.94) Kennedy GossEL Emily OverholtEL CAN Canadá | 7:45.39   |
| Revezamento 4×100 m medley detalhes | Kathleen Baker (59.00) Lilly King (1:05.70) Dana Vollmer (56.00) Simone Manuel (52.43) Olivia SmoligaEL Katie MeiliEL Kelsi WorrellEL Abbey WeitzeilEL USA Estados Unidos | 3:53.13   | Emily Seebohm (58.83) Taylor McKeown (1:07.05) Emma McKeon (56.95) Cate Campbell (52.17) Madison WilsonEL Madeline GrovesEL Brittany ElmslieEL AUS Austrália | 3:55.00                | Mie Nielsen (58.75) Rikke Møller Pedersen (1:06.62) Jeanette Ottesen (56.43) Pernille Blume (53.21) DEN Dinamarca                              | 3:55.01   |
| Maratona 10 km detalhes             | Sharon van Rouwendaal NED Países Baixos | 1:56:32.1 | Rachele Bruni ITA Itália | 1:56:49.5              | Poliana Okimoto BRA Brasil | 1:56:51.4 |

- EL. ↑EL Participaram apenas das eliminatórias, mas receberam medalhas

## Quadro de medalhas

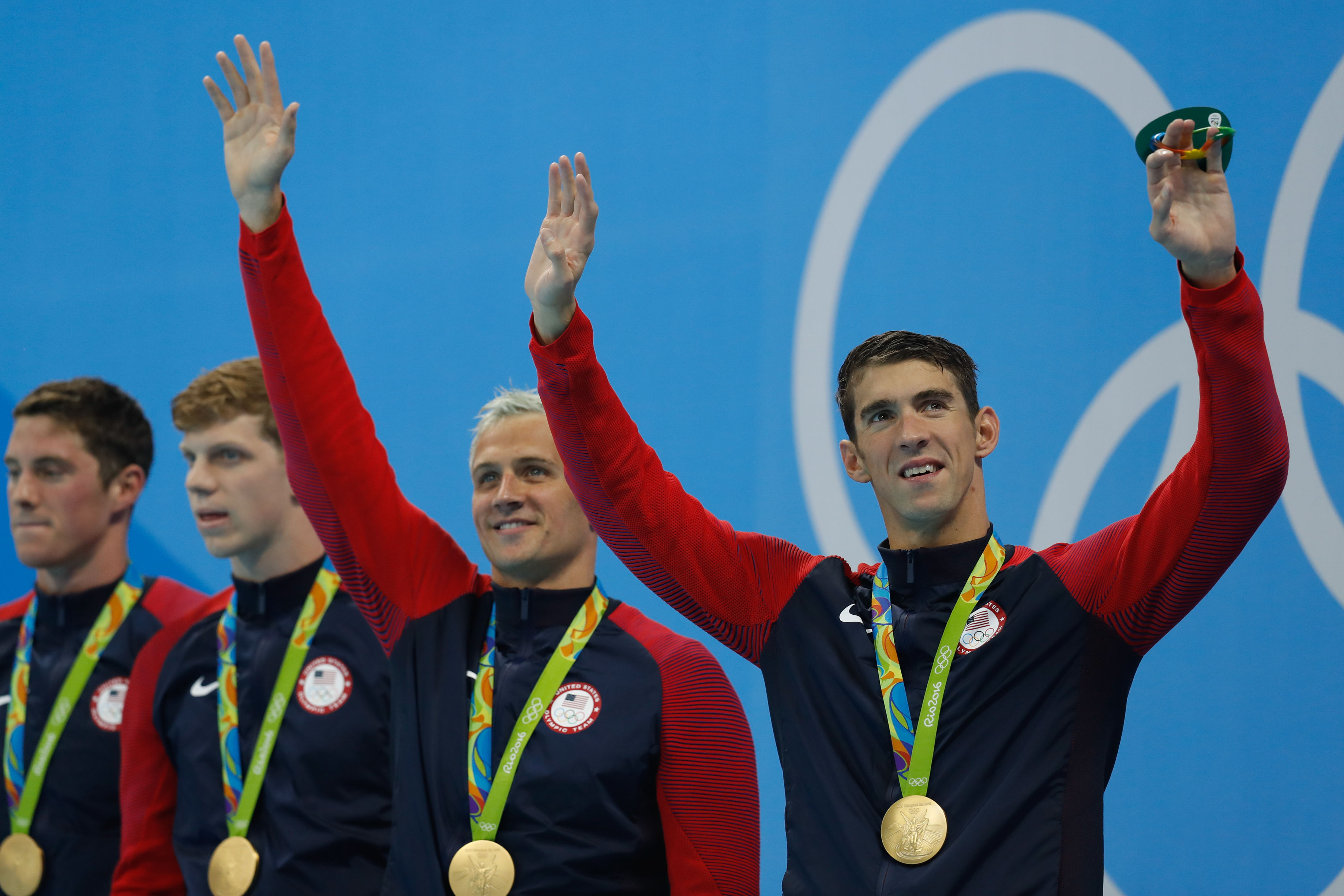
Os Estados Unidos lideraram o quadro geral de medalhas, com Michael Phelps (primeiro da direita) ampliando seu recorde de medalhas olímpicas para 28 (23 de ouro).

| Ordem | País               | Medalha de ouro | Medalha de prata | Medalha de bronze |    | Ordem por total |
| ----- | ------------------ | --------------- | ---------------- | ----------------- | -- | --------------- |
| 1     | USA Estados Unidos | 16              | 8                | 9                 | 33 | 1               |
| 2     | AUS Austrália      | 3               | 4                | 3                 | 10 | 2               |
| 3     | HUN Hungria        | 3               | 2                | 2                 | 7  | 3               |
| 4     | JPN Japão          | 2               | 2                | 3                 | 7  | 3               |
| 5     | NED Países Baixos  | 2               |                  |                   | 2  | 13              |
| 6     | GBR Grã-Bretanha   | 1               | 5                |                   | 6  | 5               |
| 7     | CHN China          | 1               | 2                | 3                 | 6  | 5               |
| 8     | CAN Canadá         | 1               | 1                | 4                 | 6  | 5               |
| 9     | ITA Itália         | 1               | 1                | 2                 | 4  | 8               |
| 10    | SWE Suécia         | 1               | 1                | 1                 | 3  | 10              |
| 11    | DEN Dinamarca      | 1               |                  | 1                 | 2  | 13              |
|       | ESP Espanha        | 1               |                  | 1                 | 2  | 13              |
| 13    | KAZ Cazaquistão    | 1               |                  |                   | 1  | 16              |
|       | SIN Singapura      | 1               |                  |                   | 1  | 16              |
| 15    | RSA África do Sul  |                 | 3                |                   | 3  | 10              |
| 16    | RUS Rússia         |                 | 2                | 2                 | 4  | 8               |
| 17    | FRA França         |                 | 2                | 1                 | 3  | 10              |
| 18    | BEL Bélgica        |                 | 1                |                   | 1  | 16              |
|       | GRE Grécia         |                 | 1                |                   | 1  | 16              |
| 20    | BLR Bielorrússia   |                 |                  | 1                 | 1  | 16              |
|       | BRA Brasil         |                 |                  | 1                 | 1  | 16              |
| TOTAL | TOTAL              | 18              | 18               | 36                | 72 | —               |

## Recordes
Os seguintes recordes mundiais e olímpicos foram estabelecidos durante a disputa dos Jogos Olímpicos de 2016. Todos os recordes mundiais são, consequentemente, recordes olímpicos:
Masculino
| Evento          | Data         | Fase       | Nadador                                                                              | CON                | Tempo   | Recorde          | Dia |
| --------------- | ------------ | ---------- | ------------------------------------------------------------------------------------ | ------------------ | ------- | ---------------- | --- |
| 100 m peito     | 6 de agosto  | Preliminar | Adam Peaty                                                                           | GBR Grã-Bretanha   | 57.55   | Recorde mundial  | 1   |
| 100 m peito     | 7 de agosto  | Final      | Adam Peaty                                                                           | GBR Grã-Bretanha   | 57.13   | Recorde mundial  | 2   |
| 100 m costas    | 8 de agosto  | Final      | Ryan Murphy                                                                          | USA Estados Unidos | 51.97   | Recorde olímpico | 3   |
| 200 m peito     | 9 de agosto  | Semifinal  | Ippei Watanabe                                                                       | JPN Japão          | 2:07.22 | Recorde olímpico | 4   |
| 100 m borboleta | 12 de agosto | Final      | Joseph Schooling                                                                     | SIN Singapura      | 50.39   | Recorde olímpico | 7   |
| 4×100 m medleyR | 13 de agosto | Final      | Ryan Murphy                                                                          | USA Estados Unidos | 51.85R  | Recorde mundial  | 8   |
| 4×100 m medley  | 13 de agosto | Final      | Ryan Murphy (51.85) Cody Miller (59.03) Michael Phelps (50.33) Nathan Adrian (46.74) | USA Estados Unidos | 3:27.95 | Recorde olímpico | 8   |

Feminino
| Evento          | Data         | Fase       | Nadador                                                                                       | CON                | Tempo   | Recorde          | Dia |
| --------------- | ------------ | ---------- | --------------------------------------------------------------------------------------------- | ------------------ | ------- | ---------------- | --- |
| 4×100 m livre   | 6 de agosto  | Preliminar | Madison Wilson (54.11) Brittany Elmslie (53.22) Bronte Campbell (53.26) Cate Campbell (51.80) | AUS Austrália      | 3:32.39 | Recorde olímpico | 1   |
| 100 m borboleta | 6 de agosto  | Semifinal  | Sarah Sjöström                                                                                | SWE Suécia         | 55.84   | Recorde olímpico | 1   |
| 400 m medley    | 6 de agosto  | Final      | Katinka Hosszú                                                                                | HUN Hungria        | 4:26.36 | Recorde mundial  | 1   |
| 4×100 m livre   | 6 de agosto  | Final      | Emma McKeon (53.41) Brittany Elmslie (53.12) Bronte Campbell (52.15) Cate Campbell (51.97)    | AUS Austrália      | 3:30.65 | Recorde mundial  | 1   |
| 400 m livre     | 7 de agosto  | Preliminar | Katie Ledecky                                                                                 | USA Estados Unidos | 3:58.71 | Recorde olímpico | 2   |
| 100 m borboleta | 7 de agosto  | Final      | Sarah Sjöström                                                                                | SWE Suécia         | 55.48   | Recorde mundial  | 2   |
| 400 m livre     | 7 de agosto  | Final      | Katie Ledecky                                                                                 | USA Estados Unidos | 3:56.46 | Recorde mundial  | 2   |
| 200 m medley    | 8 de agosto  | Preliminar | Katinka Hosszú                                                                                | HUN Hungria        | 2:07.45 | Recorde olímpico | 3   |
| 100 m peito     | 8 de agosto  | Final      | Lilly King                                                                                    | USA Estados Unidos | 1:04.93 | Recorde olímpico | 3   |
| 200 m medley    | 9 de agosto  | Final      | Katinka Hosszú                                                                                | HUN Hungria        | 2:06.58 | Recorde olímpico | 4   |
| 100 m livre     | 10 de agosto | Preliminar | Cate Campbell                                                                                 | AUS Austrália      | 52.78   | Recorde olímpico | 5   |
| 100 m livre     | 10 de agosto | Semifinal  | Cate Campbell                                                                                 | AUS Austrália      | 52.71   | Recorde olímpico | 5   |
| 800 m livre     | 11 de agosto | Preliminar | Katie Ledecky                                                                                 | USA Estados Unidos | 8.12.86 | Recorde olímpico | 6   |
| 100 m livre     | 11 de agosto | Final      | Simone Manuel                                                                                 | USA Estados Unidos | 52.70   | Recorde olímpico | 6   |
| 100 m livre     | 11 de agosto | Final      | Penny Oleksiak                                                                                | CAN Canadá         | 52.70   | Recorde olímpico | 6   |
| 800 m livre     | 12 de agosto | Final      | Katie Ledecky                                                                                 | USA Estados Unidos | 8.04.79 | Recorde mundial  | 7   |

- R. ↑R Recorde estabelecido para os 100 m costas na primeira perna do revezamento 4×100 m medley.

Legenda
| Recorde mundial      | Recorde mundial (World record)               |                       | Recorde africano                      | Recorde africano (African) |                                           | Q | Classificado por posição (Qualified) |
| Recorde olímpico     | Recorde olímpico (Olympic record)            | Recorde da América    | Recorde da América (Americas)         | q                          | Classificado por melhor tempo (Qualified) |   |                                      |
| Melhor marca do ano  | Melhor marca do ano (World leading)          | Recorde asiático      | Recorde asiático (Asian)              | DNS                        | Não largou (Did not start)                |   |                                      |
| Recorde nacional     | Recorde nacional (National record)           | Recorde europeu       | Recorde europeu (European)            | DNF                        | Não terminou (Did not finish)             |   |                                      |
| Recorde pessoal      | Recorde pessoal do atleta (Personal best)    | Recorde da Oceania    | Recorde da Oceania (Oceania)          | DSQ / DQ                   | Desclassificado (Disqualified)            |   |                                      |
| Recorde da temporada | Recorde da temporada do atleta (Season best) | Recorde sul-americano | Recorde sul-americano (South America) | NM                         | Sem marca (No mark)                       |   |                                      |